# Scopula trapezistigma
Scopula trapezistigma là một loài bướm đêm trong họ Geometridae.